# Динхем, Оливер, 1-й барон Динхем
Оливер Динхем (англ. Oliver Dynham; приблизительно 1234—1299) — английский рыцарь, 1-й барон Динхем с 1295 года.

## Биография
Оливер Динхем владел землями в Девоне и Корнуолле. Король Эдуард I дважды, 24 июня 1295 года и 26 августа 1296 года вызывал его в свой парламент как Olivero de Dynham, и это считается началом истории баронии Динхем. Потомков Оливера в парламент не вызывали, так что фактически баронский титул оказался ненаследуемым.